# Gesto L (gesto de mão)

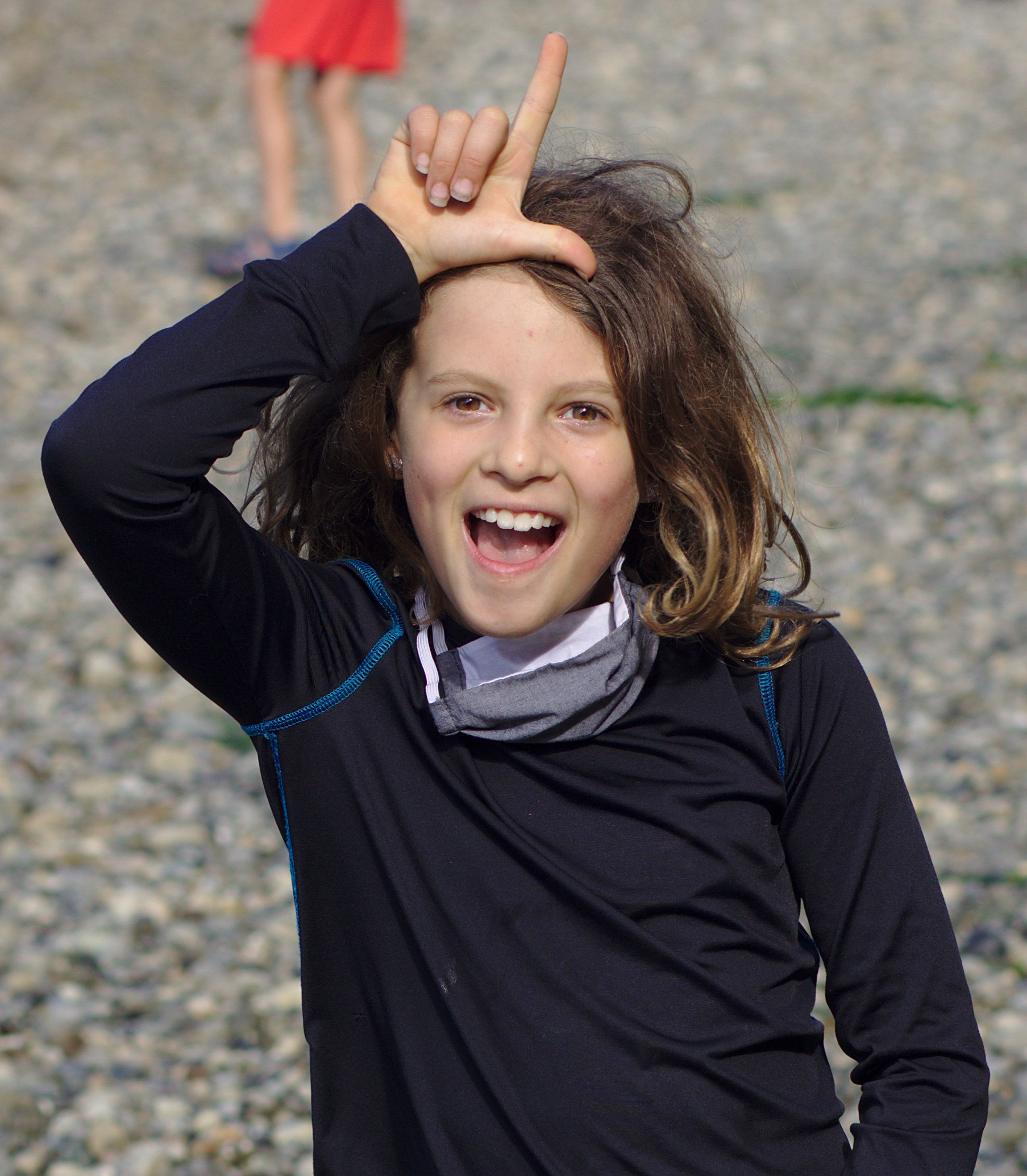
Criança fazendo o L

O L, ou perdedor, é um gesto de mão feito estendendo o polegar direito e os dedos indicadores, deixando os outros dedos fechados para criar a letra L, interpretada como "perdedor" (do inglês, loser) e geralmente dada como um sinal de humilhação ou menosprezo. Às vezes, quem o faz pode levantar a mão para a própria testa.
O gesto era popular na década de 1990, parcialmente popularizado pelo filme Ace Ventura: Pet Detective, de 1994.

## Uso do “L” em contextos específicos

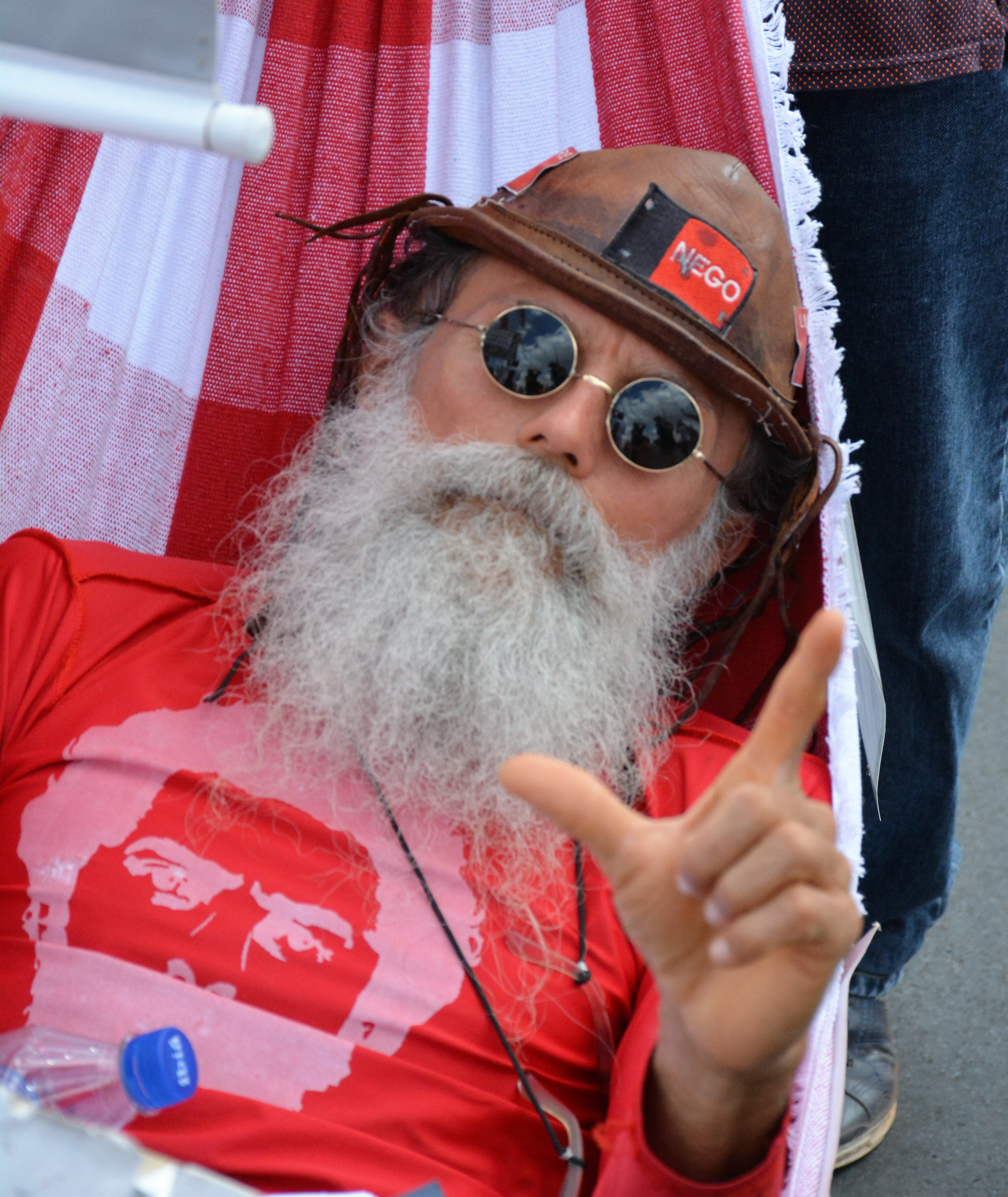
Apoiador do PT fazendo o L em 2018

No Brasil, o “L” é se tornou um símbolo político associado ao Presidente Lula, geralmente acompanhado pelo slogan "Faz o L".
Além disso, no Brasil, Germán Cano, jogador de futebol do Fluminense, usa o "L" para comemorar quando marca um gol, em homenagem a seu filho Lorenzo.
Também no Brasil, um sinal de mão "L" é usado na torcida pelos jogadores brasileiros de e-sports da organização Loud (organização).